# 狐猿线虫属
狐猿线虫属（学名：Macacanema）为蟠尾丝虫科的一个属。

## 下属物种
本属包括以下物种：
- 台湾狐猿线虫 Macacanema formosana